# 半帶吉氏指鰧
半帶吉氏指鰧（學名：Gillellus semicinctus），為輻鰭魚綱䲁形目指鰧科吉氏指鰧屬的一個種，分布於中東太平洋加利福尼亞灣至哥倫比亞，包括加拉巴哥群島和其他近海島嶼海域，深度5至140公尺，本魚體扁，向尾部逐漸變細，眼不在柄上，通常具微小乳突，下唇具4個皮瓣，上唇無，下頜微突出，鼻孔管狀，背鰭起點於頸背，背鰭硬棘11-14枚、背鰭軟條28枚，胸鰭條12枚，尾鰭有一些分枝的鰭條，側線連續，鱗片光滑，頭部、胸鰭基部和腹部無鱗，側線鱗片總數48枚，頭部通常有一條不明顯的橫條紋穿過眼睛，身體呈白色，上半部有7個深灰色鞍狀線，背部每個主要鞍狀線之間還有較短的深色鞍狀線，體長可達5.2公分，棲息在有沙底質海床，生活習性不明。